# Guillermo Rubalcaba
Guillermo „Rubalcaba“ González Camejo (* 10. Januar 1927 in Pinar del Río; † 7. September 2015 in Havanna) war ein kubanischer Pianist, Komponist und Leiter von Charanga-Orchestern, der sich vor allem dem Danzón und dem Cha-Cha-Cha widmete.

## Leben und Wirken
Rubalcaba stammt aus einer Musikerfamilie: Sein Vater, Jacobo González Rubalcaba, war Musiker und Komponist. Er begann seine musikalische Ausbildung mit acht Jahren unter Anleitung seines Vaters. Er besuchte das Konservatorium Orbon und lernte Klavier, Geige, Saxophon und Klarinette.
Noch als Amateur trat Rubalcaba im Radiosender CMAB in Pinar del Río auf. Als Berufsmusiker war er Geiger im CMQ-Radioorchester und im Orchester von Ñico Suárez. Als Saxophonist gehörte er zum Montecarlo-Orchester und zur Combo Los Churumbeles. Seit den 1960er-Jahren arbeitete er in Havanna als Pianist; er begleitete Elena Burke, Blanca Rosa Gil und Omara Portuondo. 1964 tourte er als Pianist des Orchesters von Enrique Jorrín durch Mali, Algerien, Marokko, die Tschechoslowakei, die Deutsche Demokratische Republik, Ungarn und Rumänien; in dieser Formation trat er 1967 auf der Expo 67 in Montreal auf. 1968 wurde er Pianist der Charanga Típica Cubana de Conciertos, aus der 1973 seine Gruppe Charanga Rubalcaba wurde, mit der 1987 das Album Vivencias und 1998 das Album Por Eso yo soy Cubano entstand.
1999 wurde Rubalcaba als Pianist für die Gruppe Afro-Cuban All Stars ausgewählt, mit der er in verschiedenen Ländern Europas und Asiens erfolgreiche Konzerte und Fernsehsendungen gab (Album Distinto, Diferente). Gemeinsam mit Luis Frank Arias legte er 2006 das Album Noches Cubanas en el Café del Mar vor. Er nahm auch mit den Soneros De Verdad, The Sons of Buena Vista, Habana Jam Session und Todos Estrellas auf und ist auf Alben von Pío Leyva, Jane Bunnett, J.J. Oliveros, Diego El Cigala und Yelsy Heredia zu hören. Der Jazzmusiker Gonzalo Rubalcaba ist sein Sohn.